# Hangin' Around the Observatory
| Recensione                        | Giudizio |
| --------------------------------- | -------- |
| AllMusic                          | [ 1 ]    |
| Robert Christgau                  | B        |
| The New Rolling Stone Album Guide | [ 3 ]    |
| Piero Scaruffi                    | [ 4 ]    |
| Dizionario del Pop-Rock           | [ 5 ]    |
| 24.000 dischi                     | [ 6 ]    |

Hangin' Around the Observatory è il primo album di John Hiatt, pubblicato dalla Epic Records nel 1974.

## Tracce
Brani composti da John Hiatt.
Lato A
1. Maybe Baby, Say You Do – 2:48 – Intro Time: 15 s - Length of Cut: 2:33
2. Whistles in My Ears – 3:45 – Intro Time: 21 s - Length of Cut: 3:24
3. Sure as I'm Sittin' Here – 3:36 – Intro Time: 13 s - Length of Cut: 3:23
4. Rose – 3:28 – Intro Time: 24 s - Length of Cut: 3:04
5. Hangin' Around the Observatory – 3:06 – Intro Time: 05 s - Length of Cut: 3:01

Durata totale: 16:43
Lato B
1. Full Moon – 5:33 – Intro Time: 21 s - Length of Cut: 5:12
2. Wild-Eyed Gypsies – 5:07 – Intro Time: 22 s - Length of Cut: 4:45
3. It's Alright with Me – 4:05 – Intro Time: 17 s  - Length of Cut: 3:48
4. Little Blue Song for You – 3:36 – Intro Time: 23 s - Length of Cut: 3:13
5. Ocean – 6:20 – Intro Time: 53 s  - Length of Cut: 5:27

Durata totale: 24:41

## Musicisti
- John Hiatt - chitarra, voce

The Hot Babies Band
- Hayward Bishop
- Doug Yankus
- Ted Reynolds
- Shane Keister

The Heavenly Spirits
- Pam Clarke
- Debbie Friedman
- Marsha Routh

The Valentines
- James Moon
- Charles Meyers
- James Clemmons
- Paul Easley

Note aggiuntive
- Glen Spreen - produttore
- John Hiatt - arrangiamenti
- Registrato (e mixato) al Columbia Studio A di Nashville, Tennessee, luglio 1973
- Gene Eichelberger - ingegnere di registrazione
- Mike Figlio - ingegnere di registrazione
- Stan Hutto - ingegnere di registrazione
- Ron Reynolds - ingegnere di registrazione
- Ed Hudson - tecnico di studio
- Jerry Watson - tecnico di studio
- Charles Bradley - tecnico di studio
- Freeman Ramsey - tecnico di studio
- Ron Reynolds - tecnico di studio
- Glen Spreen - remixaggio
- Stan Hutto - remixaggio
- Lou Bradley - remixaggio

Ringraziamenti
- Don Ellis
- Glenn Spreen
- Travis Rivers
- Alan Grubman
- Kenny Malone
- Jack Grady
- Larry London
- Peter Drake
- Phillip Royster
- All The Folks at Tree
- The West Twins (For Making the Lovely Dresse and Appearing on the Cover)
- My Family
- Friends and Neighbors
- The Arthur J. Dyer Observatory